# Hanzelijn
De Hanzelijn is een vijftig kilometer lange spoorweg tussen de Nederlandse plaatsen Lelystad en Zwolle. De spoorlijn loopt door de provincies Flevoland, Gelderland en Overijssel en heeft tussen de stations Lelystad Centrum en Zwolle twee nieuw gebouwde stations, namelijk Dronten en Kampen Zuid. De naam van de lijn is ontleend aan de Hanze, het middeleeuws verbond van handelssteden waarvan Zwolle en Kampen deel uitmaakten.
De in 2012 voltooide Hanzelijn is te beschouwen als een verlenging van de in 1988 gereedgekomen Flevolijn, die loopt van station Weesp via Almere naar Lelystad. De exploitatie van beide lijnen vormt één geheel en is in handen van de NS. De eigenaar en beheerder van de stations en de spoorlijn is ProRail.

## Plannen
Bij de drooglegging van de Flevopolders in de jaren zestig ontstond het idee een betere en snellere treinverbinding tussen Noord-Nederland en de Randstad te realiseren. Bij de inpolderingsplannen van Oostelijk Flevoland was al een spoorlijn ingetekend tussen Lelystad en Zwolle. De daadwerkelijk aangelegde spoorlijn volgt goeddeels het geplande traject.
In 1969 richtte een groep gemeenten de stichting Zuiderzeelijn op met als doel te komen tot een spoorverbinding van Amsterdam naar Groningen via de IJsselmeerpolders, Heerenveen en Drachten. Begin jaren tachtig kwamen er echter ook sterke geluiden om de spoorverbinding Amsterdam – Lelystad – Zwolle aan te leggen. In 1988 werd het eerste deel, de Flevolijn, voltooid.
Station Lelystad werd zodanig gebouwd dat de spoorbaan gemakkelijk doorgetrokken en uitgebreid kon worden. In alle bestemmingsplannen is er rekening mee gehouden. Bij het ontwerp van Dronten in de jaren zestig werd ten noorden van het centrum, dwars over het bedrijventerrein, een strook van ongeveer 180 meter breed gereserveerd voor de spoorlijn. Boeren kregen de gereserveerde grond in pacht, waardoor het hele traject eigendom bleef van de rijksoverheid en grondaankopen voor de spoorlijn dus niet nodig waren.
In 1993 werd besloten om de Hanzelijn in het "Meerjarenprogramma Infrastructuur en Transport 1995-1999" op te nemen naar aanleiding van de "SVV-haalbaarheidsstudie Zuiderzeespoorlijn/Hanzespoorlijn". Met de aanleg zou mogelijk nog voor het jaar 2000 begonnen kunnen worden. In 1996 werd duidelijk dat dit niet haalbaar was. Er werd afgesproken dat de lijn in 2007 gereed zou moeten zijn. In 2001 werd dit met twee jaar naar achteren verschoven. Een jaar later werd bekend dat de spoorlijn op zijn vroegst in 2011 en op zijn laatst in 2014 klaar zou zijn.
De nieuwe spoorlijn liet jaren op zich wachten, doordat de Tweede Kamer het niet eens kon worden over de vraag of de spoorlijn verlengd moest worden via Emmeloord, Heerenveen en Drachten naar Groningen (Zuiderzeelijn) of via Dronten en Kampen naar Zwolle (Hanzelijn). Ook was er op een aantal momenten niet genoeg budget beschikbaar voor de aanleg, doordat projecten als de Hogesnelheidslijn Schiphol - Antwerpen en de Betuweroute duurder uitvielen dan voorzien.

## Tracébesluit
In december 2003 heeft de toenmalige minister van Verkeer en Waterstaat Karla Peijs het tracébesluit voor de Hanzelijn ondertekend. Niettemin nam de Tweede Kamer op 29 juni 2004 een motie aan die de bouw van een tunnel onder de IJssel bepleitte in plaats van een brug. Vooral vanuit Hattem, waar men horizonvervuiling vreesde, was daarop aangedrongen. Minister Peijs legde de motie echter naast zich neer, omdat financiële middelen ontbraken en de aanleg van de lijn met een tunnel twee jaar langer zou duren dan bij de bouw van een nieuwe brug.
De Raad van State heeft op 29 december 2004 alle ingediende bezwaren ongegrond verklaard. Op 8 juli 2005 tekende minister Peijs de opdracht voor aanleg van de Hanzelijn.

## Bouw 2006-2012
Op 17 januari 2006 sloot ProRail een overeenkomst voor de bouw van een tunnel onder het Drontermeer, dat als natuurgebied behouden moest blijven. In juni 2006 kreeg de bouwcombinatie Ballast Nedam GTI de opdracht deze constructie te realiseren. De voorbereiding begon in september 2006. In december dat jaar startte het werk aan de eerste bouwkuip. Op 30 januari 2007 gaf minister Peijs, op de plek waar de eerste werkzaamheden waren begonnen, officieel het startsein voor de bouw van de Hanzelijn. De Drontermeertunnel verbindt het Flevolandse deel van de Hanzelijn met het deel in Overijssel. Het tunnelgedeelte onder water beslaat 800 meter, terwijl de tunnelbak in totaal 1300 meter lang is. Op 28 november 2008 zijn de oost- en westoever van het Drontermeer officieel met elkaar verbonden. De tunnel loopt door een beschermd vogelgebied, dus tijdens het broed- en trekseizoen lagen de geluidproducerende werkzaamheden stil.
In mei 2008 werd gestart met de eerste werkzaamheden voor de uitbreiding van station Lelystad Centrum. Aan de westzijde moesten twee nieuwe sporen en een tweede eilandperron worden gerealiseerd. Tevens moest het bestaande perron worden verlengd en de stationshal met ongeveer 40 procent worden vergroot. In de beginfase zijn diverse studies verricht naar een geheel nieuwe overkapping boven het station, vanwege de hoge onderhoudskosten van de bestaande kap. Er werd echter besloten om het station vanuit de oorspronkelijke vormgeving te vergroten. Ten tijde van de aanleg van het station was al aandacht geschonken aan een eventuele uitbreiding en er was in het verleden al voorbereidend werk uitgevoerd. In augustus 2008 werd begonnen met de stationsvernieuwing. In het weekeinde van 2 november 2008 was de eerste buitendienststelling om de nieuwe sporenligging te kunnen realiseren. In januari 2010 werden de aansluitingen op het bestaande spoor en de nieuwe wisselstraat voor het nieuwe spoor gerealiseerd tijdens een buitendienststelling. Parallel aan deze werkzaamheden werd het huidige station uitgebreid en het spoor verdubbeld. Op 4 maart 2011 werd het nieuwe perron in gebruik genomen. Door veranderingen in de regelgeving op het gebied van staalconstructies en in de beschikbaarheid van producten die in het gebouw zijn verwerkt was de verbouwing meer werk dan verwacht. Op 30 september 2011 werd het vernieuwde station Lelystad geopend.
Ook station Zwolle werd mede door de komst van de Hanzelijn uitgebreid met een vierde perron aan de zuidzijde van het station. De stationstunnel werd verbreed van 5 naar 17 meter.
Op 23 mei 2009 tekenden ProRail en het HanzaRailTeam het contract voor aanleg van de bovenbouw. Eind 2009 waren de viaducten tussen Lelystad en Zwolle af. Op 3 maart 2010 werd begonnen met de aanleg van het nieuwe spoor Halverwege juli dat jaar werd vanuit Lelystad begonnen met het plaatsen van de masten en draden voor de bovenleiding. Op 3 november 2010 werd de laatste spoorrails gelegd en in juli 2011 was ook de bovenleiding gereed.
In totaal is er in de Hanzelijn 45 kilometer spoor, 167,5 kilometer spoorstaven, 140.000 dwarsliggers, 1600 bovenleidingsmasten, 12,8 kilometer geluidsscherm, 210 kilometer bovenleiding en 470.000 ton ballast aangelegd.
De spoorlijn gaat vanuit Lelystad in noordelijke richting over bestaand spoor en maakt vervolgens gebruik van een nieuw tweede viaduct in de Zuigerplasdreef ten zuiden van Lelystad Opstelterrein. Het tracé loopt dan onder de A6 door. Tussen het Visvijverbos (ter hoogte van de kruising met de rijksweg A6) en het Observatorium in Lelystad werden goederenwachtsporen aangelegd met een lengte van één kilometer, die in eerste instantie in de omgeving van Swifterbant waren gepland. Bij de verdere uitwerking bleek deze locatie op weerstand te stuiten.
Ten zuiden van het bedrijventerrein Dronten West loopt de spoorlijn over de eerdergenoemde gereserveerde groenstrook. Deze ligt een aantal meter boven het maaiveld, waardoor bestaande wegen intact konden blijven. In Dronten verrees tussen april 2009 en najaar 2011 een station met passeersporen waarover treinen met maximaal 200 kilometer per uur kunnen doorrijden. Vanaf Dronten volgt het tracé de reserveringsstrook voor infrastructuur langs de rivier Zwolse Tocht. Na de Drontermeertunnel buigt de spoorlijn af in de richting van Kampen, waarbij de N50 bovenlangs wordt gepasseerd. De zuidelijke aansluiting van Kampen op de N50 moest hierdoor worden verplaatst. In Kampen is tussen april 2009 en najaar 2011 het station Kampen Zuid gebouwd. Het tracé loopt vervolgens langs de noordelijke zijde van de N50. De A28 wordt bovenlangs gepasseerd aan de noordoostzijde van het knooppunt Hattemerbroek. De Hanzelijn sluit met een boog aan op de spoorlijn Amersfoort – Zwolle. Het bestaande spoor ten zuiden van de IJssel werd verbouwd om deze aansluiting mogelijk te maken.

### IJsselbrug
De oude spoorbrug over de IJssel bij Zwolle was niet op Rijnvaarthoogte en bevatte een hefbaar deel dat twee keer per uur openging. De brug zou hiermee een grote beperking opleggen aan de dienstregeling. Daarnaast vormde de oude brug met haar lange landhoofden een bottleneck bij hoge waterstanden, die in het kader van de Planologische kernbeslissing Ruimte voor de rivier kon worden opgeruimd.
Er werd besloten om enkele tientallen meters stroomopwaarts van de oude brug een nieuwe, vaste brug te bouwen op Rijnvaarthoogte. Met de bouw van de nieuwe brug, die een ontwerp is van Quist Wintermans Architecten, werd halverwege 2008 begonnen. Begin mei 2010 werd het middenstuk van de brug op zijn plaats gezet. Vanaf 26 april 2011 maakten de treinen van Amersfoort naar Zwolle gebruik van de nieuwe brug en vanaf 14 juni 2011 ook de treinen van Zwolle naar Amersfoort. De oude brug werd afgebroken.
Tezamen zijn de IJsselbrug en de Drontermeertunnel de meest in het oog springende kunstwerken. De nieuwe IJsselbrug is door ProRail "Hanzeboog" gedoopt. De brug won op 4 oktober 2012 de Nationale Staalprijs 2012 in de categorie Infrastructuur.
Dat de brug om financiële redenen dubbelsporig en niet viersporig is uitgevoerd, heeft kritiek opgeroepen. ProRail heeft afgezien van het aanbrengen van technische mogelijkheden om een korte opeenvolging van treinen te realiseren. Het beveiligingssysteem ERTMS is wel aangebracht op de Hanzelijn, maar (nog) niet op de treinen en niet op het traject Hanzeboog – Zwolle. Hierdoor moeten de intercitytreinen van/naar Amersfoort resp. Lelystad die een cross-platform-overstap bieden in Zwolle, daar relatief lang op elkaar wachten. Volgens critici levert de Hanzelijn daardoor minder tijdwinst op dan mogelijk zou zijn geweest.

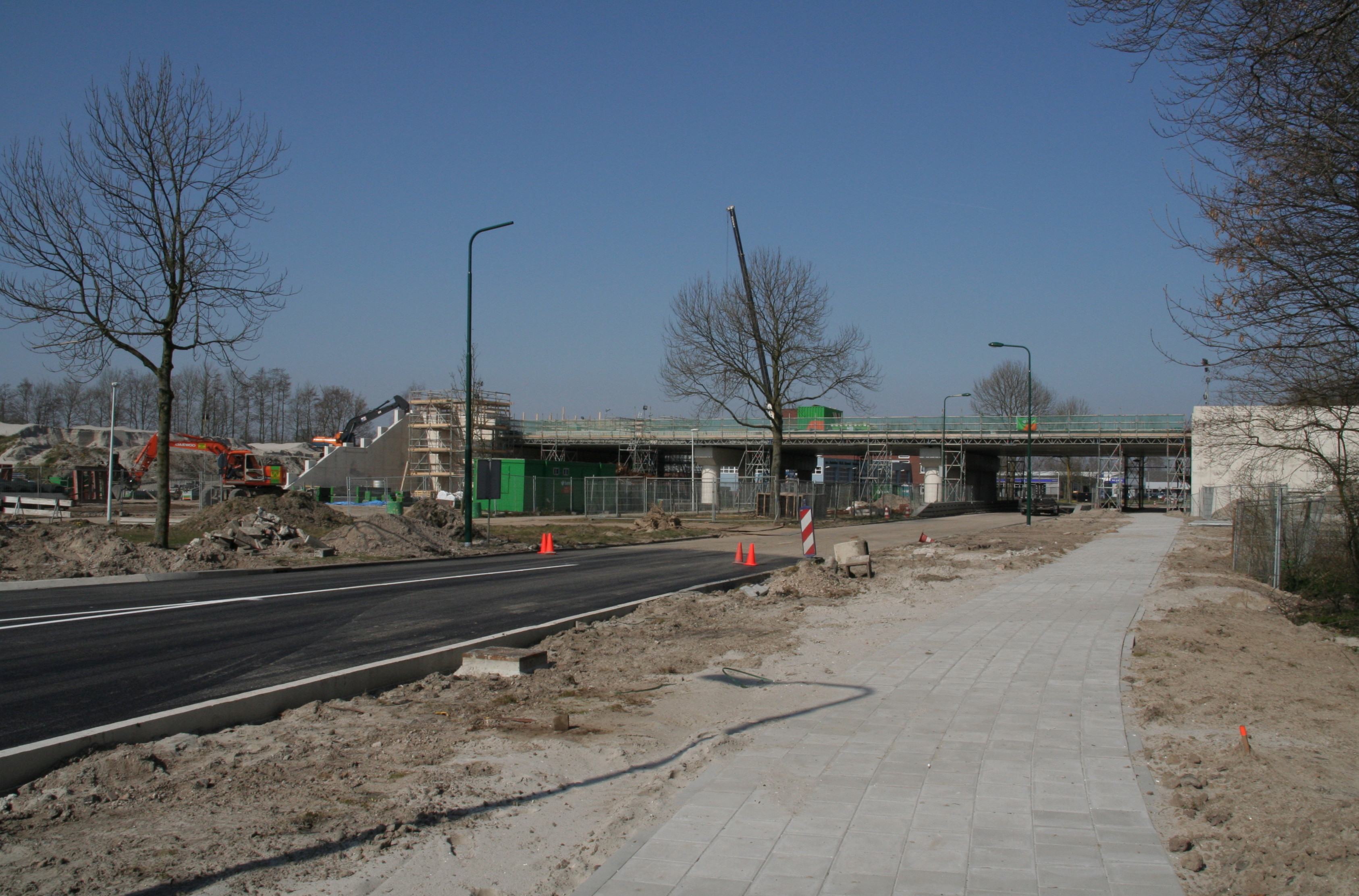
Station Dronten in aanbouw
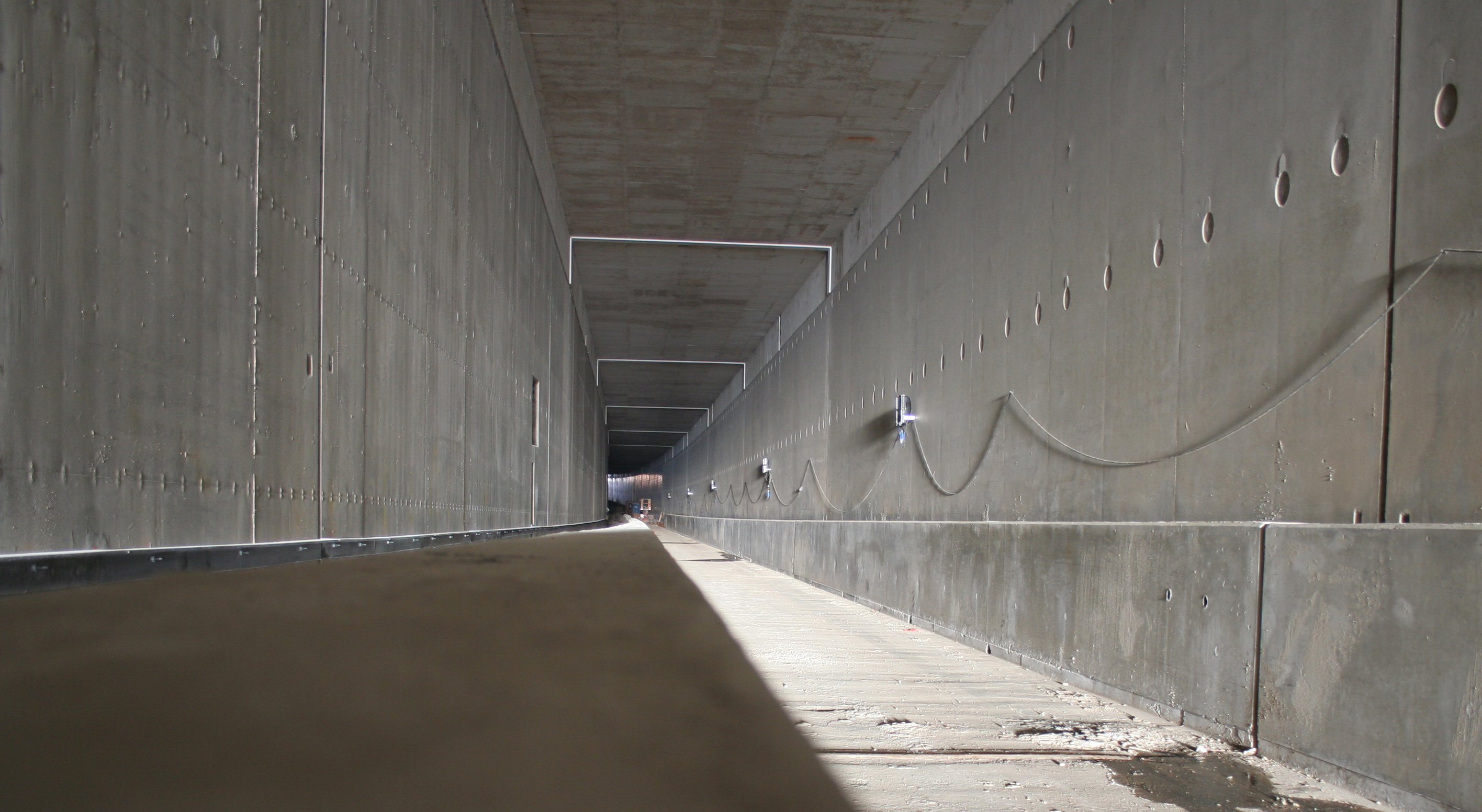
Ruwbouw van de Drontermeertunnel
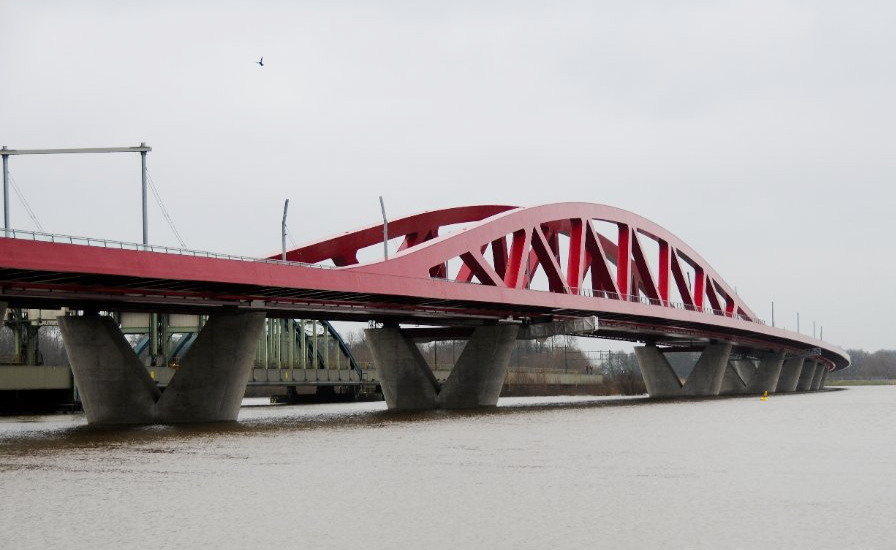
De nieuwe spoorbrug over de IJssel (Hanzeboog)
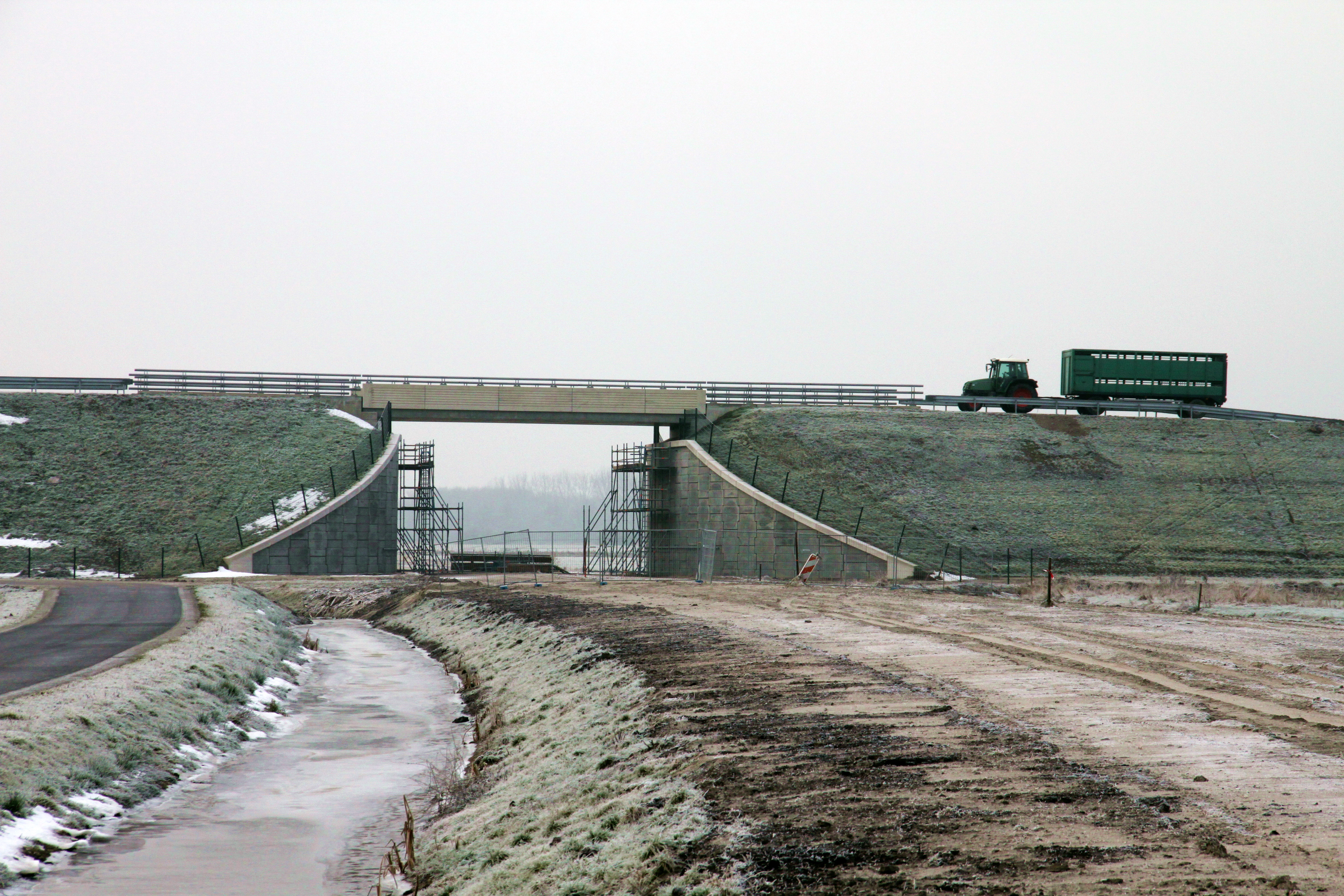
De Hanzelijn heeft alleen ongelijkvloerse kruisingen, zoals hier bij de weg Slaper ten zuidwesten van Kampen.

## Kosten
De kosten voor de aanleg van de Hanzelijn waren begroot op 1,128 miljard euro (inclusief btw). Bij de presentatie van de voorlopige cijfers van de aanleg van de Hanzelijn bleken de kosten 90 miljoen lager te zijn uitgevallen dan begroot, vooral door meevallers bij de aanbesteding. Ook werden kosten gedrukt doordat ProRail bepaalde risico's, zoals vertraging bij de werkzaamheden door slecht weer, voor eigen rekening nam. De verbouwing van het station Zwolle, noodzakelijk voor een goede dienstuitvoering op de Hanzelijn, viel echter duurder uit dan voorzien.

## Ingebruikname
In de loop van 2012 vonden integratietesten en proef- en instructieritten plaats. Met een Duits ICE-treinstel werden op 7 juni 2012 tussen Zwolle en Lelystad testritten gehouden met een snelheid tot 200 km/h.
Na een driedaagse buitendienststelling van station Zwolle in het weekend van 12 t/m 14 oktober 2012, waarbij nieuwe aansluitingen bij dit station werden gelegd, verklaarden ProRail en NS de Hanzelijn als "klaar".
Op 1 december 2012 kreeg de lijn de status van hoofdspoorweg, waarmee de spoorlijn onder het beheer van ProRail valt. Tevens werd de spoorlijn toegevoegd aan het hoofdrailnet, zodat het personenvervoer per trein onder het bereik van de aan NS Reizigers verleende vervoerconcessie 2005-2015 is komen te vallen.
De Hanzelijn werd op 6 december 2012 met een druk op de knop op het perron in Lelystad officieel geopend door toenmalig koningin Beatrix. Met de koninklijke trein werd daarna een rit over de Hanzelijn gemaakt naar Zwolle. Op 8 december was er een publieksdag, waarbij gratis gereisd kon worden met de Hanzelijn. Naar schatting hebben 45.000 mensen hiervan gebruikgemaakt. Op 9 december 2012, met ingang van de dienstregeling 2013, is de lijn deel van het reizigersnet. Een suggestie om een deel van het traject al eerder in gebruik te nemen, werd door de minister afgewezen.

## Route
De intercity's vanuit Leeuwarden en Groningen richting Amsterdam Zuid en Schiphol en verder via Leiden Centraal naar Den Haag Centraal rijden via de Hanzelijn. Daarnaast is er een sprinterverbinding Zwolle - Lelystad - Almere - Amsterdam Centraal. Hierdoor worden de spoorwegknooppunten als station Utrecht Centraal en station Amersfoort Centraal minder belast en wordt Flevoland beter ontsloten.
Dit betekent tevens dat de reistijd tussen Amsterdam en overige delen van de Randstad enerzijds en Zwolle en Noord-Nederland anderzijds is verminderd. Reizigers uit Groningen of Zwolle zijn gemiddeld twintig minuten sneller op Schiphol dan voorheen, van en naar Leeuwarden doet de trein er twaalf minuten minder over. Naar Amsterdam Centraal is de reis vanuit Leeuwarden maar zeven minuten korter. Dit heeft alles te maken met de verplichte wachttijd op het station in Zwolle. Alle intercity’s van en naar Friesland blijven ongeveer tien minuten langs het perron staan. Het drukke knooppunt bij Herfte, 3 kilometer van Zwolle, laat maar een beperkt aantal treinen toe. Er zijn plannen om dit knelpunt aan te pakken. Na de tracéwetprocedure in 2015 verwacht ProRail in 2016 te kunnen starten aan de verdubbeling van het spoor Zwolle - Herfte.
De snelheidswinst is minder doordat de treinen (nog) niet de maximale ontwerpsnelheid halen. De lijn is geschikt voor 200 km/h. Ter hoogte van Kampen is de maximumsnelheid 160 km/h, vanwege de beperkte Nederlandse verkantingsnormen in bogen. De boog ten noorden van Lelystad is geschikt voor een maximumsnelheid van 180 km/h. Het huidige ATB-EG-systeem mag op grond van de huidige Nederlandse regelgeving niet zonder Ministeriële ontheffing gebruikt worden voor snelheden boven de 140 km/h. ERTMS biedt die mogelijkheid wel, maar NS bezit nog nauwelijks treinen die hiervan voorzien zijn.
Vanaf 2026 wil de NS een snelheidsverhoging op de Hanzelijn naar 180 km per uur invoeren. Om welke exacte delen van het traject het gaat is nog onbekend.
Nadat eind 2007 is besloten de Zuiderzeelijn, die van Lelystad via Emmeloord, Heerenveen en Drachten naar Groningen zou lopen, niet aan te leggen, neemt de Hanzelijn de aan de Zuiderzeelijn toebedachte taak min of meer over.
Ten gevolge van het schrappen van de noordtak van de Betuweroute wordt de Hanzelijn ook gebruikt als vervangende goederencorridor tot maximaal 34 treinen per dag.

## Dienstregeling

### 2025

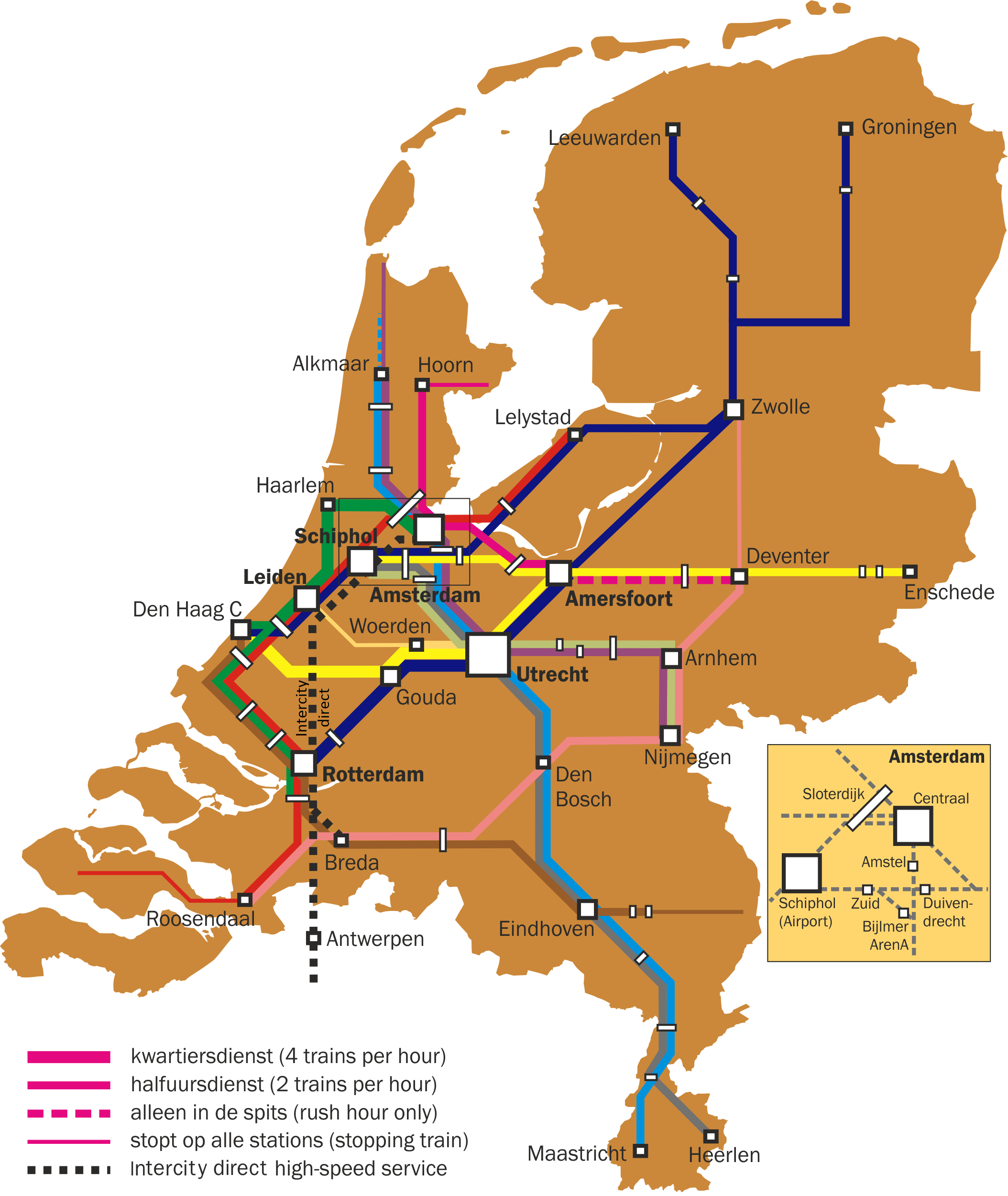
Intercitynet in de dienstregeling 2015, inclusief de route over de Hanzelijn

In de dienstregeling 2025 geldt op de Hanzelijn een halfuurdienst met zowel een intercity- als een sprinterdienst, dus samen 4 reizigerstreinen per uur in beide richtingen:
| Serie            | Treinsoort          | Route                                                                                                  | Bijzonderheden |
| ---------------- | ------------------- | --- | --- |
| 700              | Intercity (NS)      | Schiphol Airport – Amsterdam Zuid – Almere Centrum – Lelystad Centrum – Zwolle – Assen – Groningen     | Vormt tussen Schiphol Airport en Zwolle een halfuurdienst met serie 800. Vormt tussen Zwolle en Groningen een halfuurdienst met serie 500. Sommige treinen tussen Zwolle en Groningen stoppen op alle stations. (alleen 's morgens vroeg en 's avonds laat) |
| 800              | Intercity (NS)      | Schiphol Airport – Amsterdam Zuid – Almere Centrum – Lelystad Centrum – Zwolle – Meppel – Leeuwarden   | Vormt een halfuurdienst tussen Schiphol Airport en Zwolle met serie 700 en tussen Zwolle en Leeuwarden met serie 600. Sommige treinen tussen Zwolle en Leeuwarden stoppen op alle stations. (alleen 's morgens vroeg en 's avonds laat).                    |
| 9000             | Sprinter (NS)       | Leeuwarden – Meppel – Zwolle – Lelystad Centrum                                                        | Rijdt na 20:00 uur en in het weekend 1x/uur tussen Leeuwarden en Zwolle. Rijdt na 21:00 uur 1x/uur op het hele traject. |
| Nachttrein 32740 | Nachttrein (Arriva) | Zwolle – Lelystad Centrum – Almere Centrum – Amsterdam Centraal – Schiphol Airport                     | Rijdt alleen in de nachten van vrijdag op zaterdag en zaterdag op zondag. |
| Nachttrein 32780 | Nachttrein (Arriva) | Groningen – Assen – Zwolle – Lelystad Centrum – Almere Centrum – Amsterdam Centraal – Schiphol Airport | Rijdt alleen in de nacht van vrijdag op zaterdag. |

Tevens is er in de dienstregeling ruimte gereserveerd voor maximaal 34 goederentreinen in beide richtingen:
- tussen 7:00 en 19:00 uur circa 17
- tussen 19:00 en 23:00 uur circa 7
- tussen 23:00 en 7:00 uur circa 10

Deze goederentreinen verbinden het IJmond- en het Rijnmondgebied met Noord-Nederland.

## Grote stroomstoring in 2022
Op 2 september 2022 ontstond – als gevolg van een stroomstoring in een hoogspanningsstation in Lelystad – kortsluiting in een bovengrondse hoogspanningskabel van 150 kilovolt van TenneT die bij Swifterbant de Hanzelijn kruist. Deze raakte oververhit en kwam daardoor te dicht bij de bovenleiding, wat zorgde voor overslag. Dit veroorzaakte zodanige beschadigingen en onbetrouwbaarheid van elektrische installaties dat over een traject van zeven kilometer onder andere bovenleiding, kabels, seinen en relaiskasten vervangen moesten worden. Het spoortraject tussen Lelystad en Dronten bleef tot de inwerkingtreding van de nieuwe dienstregeling op 11 december 2022 afgesloten.

## Toekomst
NS is met een voorstel gekomen een verbinding te realiseren tussen Breda, Rotterdam en Almere via Amsterdam-Zuid, deels over de HSL Zuid. Het bedrijf heeft aangekondigd deze verbinding door te trekken via de Hanzelijn naar Zwolle, Assen, Leeuwarden en Groningen.
In februari 2016 heeft de NS aangegeven dat de dienstsnelheid op de Hanzelijn zeker niet vóór 2020 verhoogd wordt naar 160 km/h of 200 km/h.

## Tariefeenheden
De tariefafstand van Lelystad naar Zwolle over de Hanzelijn is 57. Dat is 7 meer dan het werkelijke aantal kilometers, om de tariefafstand van Weesp naar Zwolle over de Hanzelijn gelijk te maken aan die via Amersfoort: 97. De tariefafstand van Kampen-Zuid naar Zwolle is 15. De afstand van het Kamperlijntje is verhoogd van 13 naar 15. Van Den Haag en Leiden naar Zwolle is de tariefafstand via de Hanzelijn groter dan via Utrecht en Amersfoort, maar er kan wel voor de prijs van de laatstgenoemde route over de Hanzelijn gereisd worden omdat overstappen in Utrecht  of Amersfoort dan niet nodig is. Wie op saldo reist of vrij reist met een abonnement kan via de Hanzelijn reizen zonder tussentijds uit- en inchecken.

## Miniworld
Een miniatuurversie van de Hanzelijn was van 13 september 2012 tot december 2014 te zien in Miniworld Rotterdam. Deze modelbaan werd in nauwe samenwerking met ProRail gemaakt. De stationsgebouwen van Lelystad, Kampen, Dronten en Zwolle, de Drontermeertunnel en de Hanzeboog zijn met behulp van de originele bouwtekeningen exact nagebouwd. Tevens is de miniatuurbaan voorzien van dag- en nachtverlichting en worden alle treinen volautomatisch bestuurd.

## Trivia
- Station Kampen Zuid zou op verzoek van de gemeente de naam 'Kampen' krijgen, maar de naam 'Kampen Zuid'  blijft gehandhaafd zolang het bestaande station Kampen ongewijzigd blijft functioneren.[43][44]
- Een station Lelystad Noord met transferium ter hoogte van de kruising met de A6 is in de gemeenteraad van Noordoostpolder besproken, maar bleek onhaalbaar.[45]